# Vuoskonluoppal
Vuoskonluoppal är en sjö i Jokkmokks kommun i Lappland och ingår i Luleälvens huvudavrinningsområde.
Namnet är samiskt och kan på svenska översättas med Abborrtjärnen eller Abborrsjön. 